# Keramický nůž
Keramický nůž je řezný nástroj s čepelí z oxidu zirkoničitého, (ZrO2), jež po zpracování dosahuje na Mohsově stupnici tvrdosti hodnoty 8,2 (diamant má tvrdost 10, ocel mezi 5 až 6). Čepele se vyrábějí moderní technologií spékání a jako nekovové nepodléhají korozi. Jejich ostří je daleko odolnější proti opotřebování, takže vydrží déle.

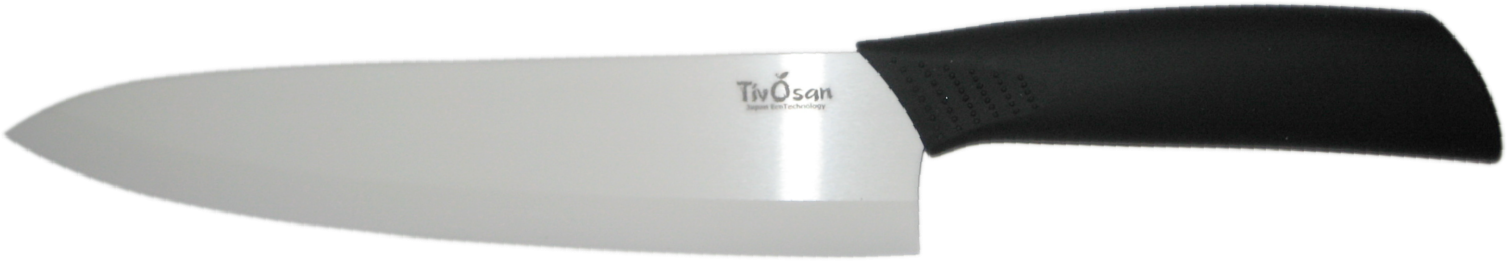
Keramický nůž Tivosan

## Užití
Keramické nože nepodléhají korozi, často je používají potápěči.
Protože nejsou vodivé ani magnetické, nacházejí uplatnění i v práci pyrotechniků.

### Zásady správného používání
Keramická čepel má řadu výhod, ale i nevýhody a omezení. Je sice tvrdší než ocel, ale také křehčí. Do hluboko zmražených potravin, kostí nebo hodně ztvrdlého pečiva se nůž sice zařízne, ale pohyb mimo osu krájení nemusí čepel vydržet. Řezání by mělo tedy probíhat pouze pohyby dopředu a dozadu a rozhodně ne vikláním nebo páčením. Keramický nůž špatně snáší tlak z boku, takže s ním například nelze mačkat česnek.
Při pádu na kachlíkovou podlahu se může ulomit špička, čepel může poškodit i jiný náraz na tvrdé předměty, například v myčce na nádobí. Keramická čepel je ale tak hladká, že na ní potraviny neulpí, a tak stačí nůž pouze opláchnout vodou a utřít. Naopak může keramický nůž poškodit i dřez nebo kuchyňskou linku. Krájet se má pouze na plastovém nebo dřevěném prkénku a nůž by neměl být na dosah dětí.
Pokud se na čepeli keramického nože objeví zuby nebo odštípnuté kousky, je to vždy nesprávným a nešetrným použitím. Drobné vady se dají opravit přebroušením, k tomu je však třeba speciální brousek. Nesprávným brouskem nebo broušením může dojít k poškození ostří mikroskopickými prasklinami, které se po čase projeví ve větší křehkosti nože.

## Výroba
Keramické nože se vyrábějí lisováním za vysokého tlaku z prášku, který je směsí oxidu zirkoničitého a speciálního pojiva. Úkolem pojidla je zajistit, aby polotovar udržel při následném spékání svůj tvar. Spékání či sintrování probíhá po dobu několika dní a materiál je při něm vystaven teplotě až 1400 °C. Hotová čepel se pak brousí a leští pomocí diamantového kotouče. Tak získá svůj konečný tvar a ostří, načež se k ní připojí střenka.

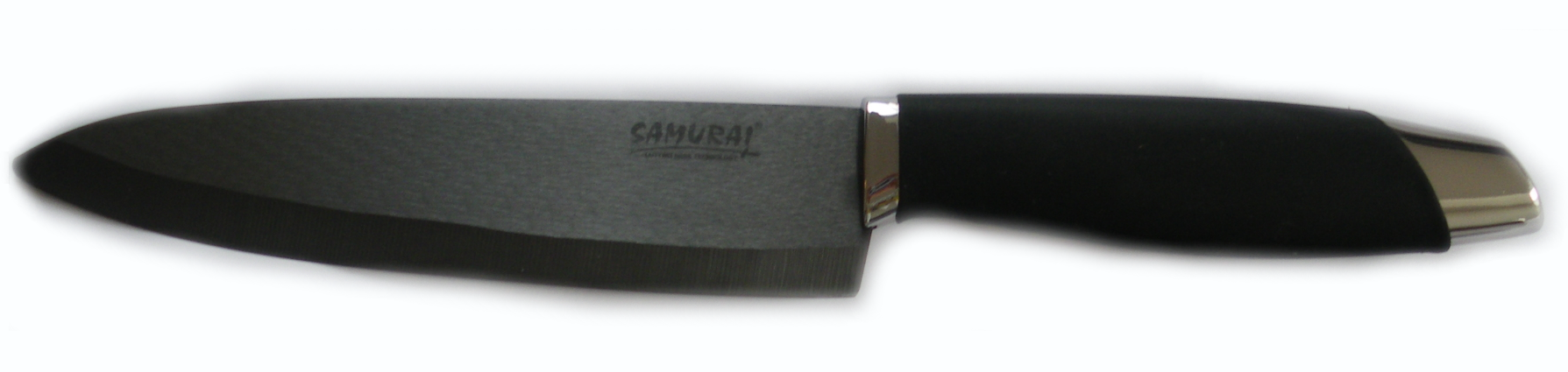
Keramický nůž Samurai s tmavou čepelí

Některé společnosti nabízejí keramické nože s černou čepelí, vyráběné technologií HIP (Hot isostatic pressing), která odstraňuje jejich hlavní nedostatek, totiž značnou křehkost. Při tomto procesu jsou nože vystaveny spékání za vyšších teplot a tlaku ve speciálních vysokotlakých nádobách a obvykle v argonové atmosféře. Keramický materiál tak získává vyšší hustotu, a tedy i odolnost.

## Riziko
Keramické nože představují zvýšené bezpečnostní riziko například v letecké dopravě, neboť je není možné zjistit pomocí detektorů kovu. Proto se na nože montují kovové součástky, aby byly zjistitelné běžnými prostředky. Čistě keramické nože lze zjistit pomocí vysokofrekvenčních detektorů.

## Zajímavosti
Přestože se nožům z oxidu zirkoničitého říká "keramické" a přestože jsou téměř vždy prezentovány jako nekovové, Zirkonium je kovový prvek s protonovým číslem 40, jehož některé sloučeniny vykazují zajímavé vlastnosti, jako například vysokou tvrdost nebo téměř absolutní odolnost vůči korozi.